# Roswell-hændelsen
I midten af 1947 styrtede en United States Air Force ballon ned på en ranch nær Roswell, New Mexico. Efter bred indledende interesse i den nedstyrtede "flyvende skive", erklærede det amerikanske militær, at det blot var en almindelig vejrballon. Interessen dalede efterfølgende indtil slutningen af 1970'erne, da ufologer begyndte at promovere en række stadig mere avancerede konspirationsteorier, som hævder, at en eller flere fremmede rumfartøjer havde nødlandet, og at de udenjordiske beboere var blevet samlet op af militæret, som derefter har udsendt en dæk-historie.
Vidner:
- Jesse Marcel, Sr. Tidligere intelligence officer. Jesse Marcel junior. Glenn Dennis. Barara Dugger.[1]
- W. Glenn Davis[2]
- Gerald Anderson[3]
- Jed Roberts, Marilyn Strickland og Alice Knight[4]

I 1990'erne offentliggjorde det amerikanske militær to rapporter, der beskriver den sande natur af det nedstyrtede objekt: en atomprøvesprængnings-overvågningsballon fra Project Mogul. Ikke desto mindre fortsætter Roswell hændelsen med at være af interesse i populære medier, og konspirationsteorier omkring begivenheden fortsætter. Roswell er blevet beskrevet som "verdens mest berømte, mest udtømmende undersøgte, og mest grundigt afviste UFO-påstand".